# Петровка (Яльчицький район)
Петро́вка (рос. Петровка, чув. Петровка) — селище у складі Яльчицького району Чувашії, Росія. Входить до складу Малотаябинського сільського поселення.
Населення — 11 осіб (2010; 16 у 2002).
Національний склад:
- чуваші — 94 %